# Hana Matelová
Hana Matelová (Zlín, 8 juni 1990) is een Tsjechisch professioneel tafeltennisster. Ze speelt rechtshandig, met de shakehandgreep.
Namens haar land nam ze deel aan de Olympische Zomerspelen 2016, 2020 en 2024 maar won daar geen medailles.

## Belangrijkste resultaten
- Goud op de vrouwendubbel op de Europese kampioenschappen 2024 met Barbora Balážová.
- Brons met het team op de Europese kampioenschappen 2013.
- Brons in het gemengd dubbel op de Europese kampioenschappen 2013 met Michal Obeslo.